# John W. Hendrix

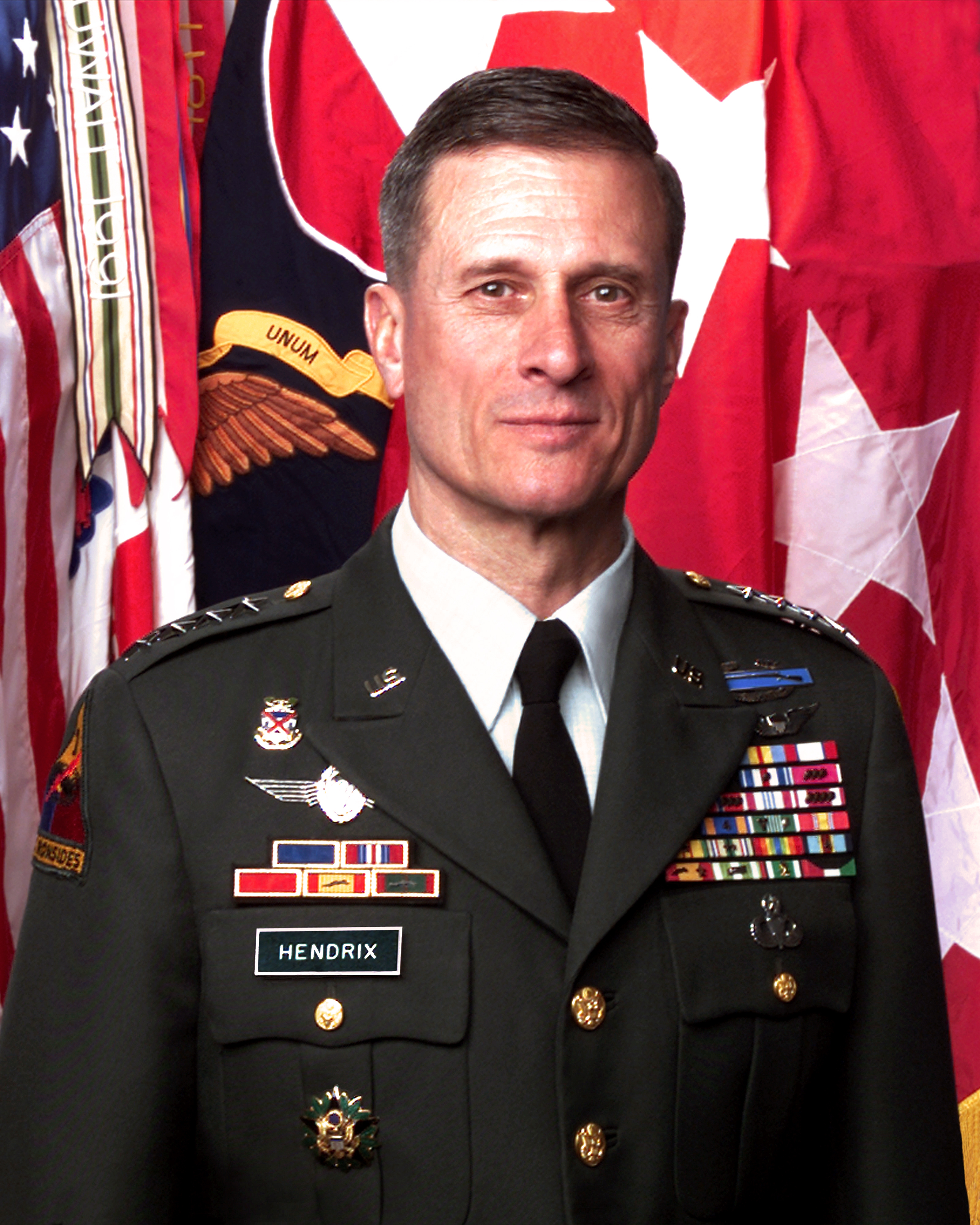
John W. Hendrix

John Walter Hendrix (* 22. September 1942 im Bulloch County, Georgia) ist ein pensionierter Viersterne-General der United States Army. Er war unter anderem Kommandeur des V. Corps.
Im Jahr 1965 absolvierte John Hendrix das Georgia Institute of Technology. Danach entschied er sich für eine militärische Laufbahn im Heer der Vereinigten Staaten. In der Armee durchlief er anschließend alle Offiziersränge vom Leutnant bis zum Vier-Sterne-General. Dabei absolvierte er unter anderem das United States Army War College und das Command and General Staff College. Im Jahr 1978 erhielt er einen akademischen Grad im Fach Geschichte von der Middle Tennessee State University.
Seine aktive militärische Zeit umfasste den Zeitraum vom Vietnamkrieg bis zum Kosovokrieg. Neben einigen militärischen Kommandos wurde er auch mehrfach als Stabsoffizier verwendet. Er war zweimal in Vietnam eingesetzt. Unter anderem fungierte er im Stab von USAREUR in Heidelberg als Leiter der Abteilung G3 (Operationen). Zwischenzeitlich gehörte er auch dem Stab des NATO-Oberbefehlshabers an. Während des Zweiten Golfkriegs war er stellvertretender Kommandeur der 1. Panzerdivision. Zu den vielen militärischen Kommandos von Hendrix gehören die 2. Brigade der 8. Infanteriedivision, die Leitung der United States Army Infantry School in Fort Benning sowie der Oberbefehl über die 3. Infanteriedivision, den er zwischen 1996 und 1997 innehatte. Danach war er von 1997 bis 1999 als Nachfolger von John N. Abrams Kommandierender General des V. Corps, das in Deutschland stationiert war. Als solcher war er auch im Jahr 1999 mit Teilen seines Korps an der Task Force Hawk im Kosovo beteiligt. Sein letztes Kommando übte John Hendrix als Viersterne-General bis 2001 über das United States Army Forces Command aus. Anschließend ging er in den Ruhestand.
Nach seiner Militärzeit gehörte er dem Vorstand der National Infantry Foundation an. Außerdem arbeitete er für die im Verteidigungssektor arbeitende Firma United Defense. Zudem war Hendrix Bundesvorsitzender der Military Officers Association of America.

## Orden und Auszeichnungen
General Hendrix erhielt im Lauf seiner militärischen Laufbahn unter anderem folgende Auszeichnungen:
- Defense Distinguished Service Medal
- Army Distinguished Service Medal
- Silver Star
- Legion of Merit
- Bronze Star Medal
- Defense Meritorious Service Medal
- Meritorious Service Medal (Vereinigte Staaten)
- Air Medal
- Army Commendation Medal
- Presidential Unit Citation
- Valorous Unit Award
- Meritorious Unit Commendation
- National Defense Service Medal
- Vietnam Service Medal
- Southwest Asia Service Medal
- Army Service Ribbon
- Army Overseas Service Ribbon
- Gallantry Cross (Südvietnam)
- Civil Actions Medal (Südvietnam)
- Vietnam Campaign Medal (Südvietnam)
- Kuwait Liberation Medal (Saudi-Arabien)
- Kuwait Liberation Medal (Kuwait)
- Combat Infantryman Badge
- Flugzeugführerabzeichen der Streitkräfte der Vereinigten Staaten
- Ranger Tab
- Parachutist Badge
- Army Staff Identification Badge